# Soyuz en el Centro Especial de Guyana
Soyuz en el Centro Espacial de Guyana fue un programa de la Agencia Espacial Europea (ESA) que opero los vehículos de lanzamiento Soyuz-2 en el Centro Espacial de Guayana (CSG). Proporcionó a Arianespace un vehículo de lanzamiento de carga media junto con el cohete ligero Vega y el cohete pesado Ariane 5.El cohete fue comercializado por Starsem, una empresa conjunta de ArianeGroup, Arianespace, Progress Rocket Space Centre y Roscosmos.
El proyecto, que se puso en marcha en 2002, implicó la colaboración con Rusia en 2 áreas clave: la construcción de un sitio de lanzamiento en el CSG para Soyuz y la modificación del vehículo de lanzamiento para que pudiera soportar el clima tropical. En 2003 se firmó un acuerdo formal y en 2005 se concedió la financiación y la aprobación final. La construcción del Ensemble de Lancement Soyouz (ELS ' Soyuz Launch Complex ') comenzó en 2005 y se completó a principios de 2011.
En su configuración estándar, Soyuz-2 es un vehículo de lanzamiento de 3 etapas diseñado para misiones en órbita terrestre baja. Cabe destacar que la numeración de sus etapas difiere de la de algunos cohetes. Los propulsores se consideran su primera etapa, mientras que el núcleo central es la segunda. Para órbitas más altas, se podría agregar una etapa superior Fregat opcional. Un total de 27 vehículos Soyuz-2 fueron lanzados desde el CSG entre 2011 y febrero de 2022, con 26 éxitos y un fracaso parcial (vuelo VS09). Si bien la mayoría de las misiones en el CSG utilizaron la variante ST-B del Soyuz-2 con una tercera etapa más potente, 9 utilizaron la variante ST-A
Los lanzamientos de Soyuz desde el CSG se suspendieron indefinidamente en 2022 tras la invasión rusa de Ucrania. Además, con la introducción de los lanzadores Vega C y Ariane 6, ambos con capacidades de elevación media, la función que antes cumplía Soyuz se ha vuelto prácticamente redundante.       

## Modificaciones de la Soyuz para el Centro Espacial de Guayana
Para adaptarse a las condiciones y requisitos del CSG, los cohetes Soyuz han sido sometidos a varias modificaciones clave. Estas adaptaciones garantizan el rendimiento y la seguridad óptimos del vehículo en el entorno tropical. 

### Infraestructura de lanzamiento e integración útil
- Torre de servicio móvil: a diferencia de otros complejos de lanzamientos Soyuz, el ELS empleo una torre de servicio móvil que permitió la integración de la carga útil vertical directamente en la plataforma de lanzamiento.[2]
- Adaptadores de carga útil europeos: los vehículos de lanzamiento utilizaron adaptadores de carga útil suministrados por Europa, lo que mejoro la compatibilidad con una gama más amplia de naves espaciales.[2]
- Encendido de los motores: En el ELS, los motores de cohetes propulsores y de la primera etapa se encendieron pirotécnicamente. En otros complejos de lanzamientos Soyuz, los motores se encienden químicamente.[3]

### Sistemas de seguridad mejorados
- Kit de salvaguardia europeo (en francés: Kit de Sauvegarde Européenne) este sistema puede localizar el cohete en tiempo real y si es necesario, transmitir una señal de finalización del vuelo, garantizando la destrucción segura del vehículo en caso de anomalía.[2][3]
- Sistema de destrucción para los propulsores y la etapa central: los propulsores y la etapa central están equipados con dispositivos pirotécnicos para garantizar que se hundan en el océano para su eliminación después del vuelo.[3]
- Adaptación del sistema de telemetría de banda S: El sistema de telemetría de banda S se modifica para funcionar según el estándar del Grupo de instrumentación Interrango utilizado en el CSG.[2]

### Adaptación ambiental
- Adaptación al clima tropical: El sistema de aire acondicionado está adaptado para mantener la carga útil fresca dentro del carenado, y se agregan medidas de protección para reducir la formación de hielo cuando se cargan fluidos criogénicos en un ambiente húmedo[2]
- Control de plagas: Para evitar posibles intrusiones de vida silvestre, se estudiaron todas las cavidades y aberturas dentro del cohete y se certificó que estaban adecuadamente selladas contra insectos y roedores.[3]

## Procesamiento de vehículos
Los cohetes Soyuz llegan al CSG en barco, donde se descargan los componentes y se almacenan para su montaje. En preparación para el lanzamiento, estos componentes se transfieren al edificio de integración del vehículo de lanzamiento (LVI), con temperatura controlada. Aquí, en orientación horizontal, los cuatro propulsores acoplables se fijan a la etapa central, seguida de la tercera etapa. Varios días antes del lanzamiento, un transportador especial traslada las etapas del Soyuz ensambladas desde el edificio LVI a la plataforma de lanzamiento. En la plataforma, el vehículo de lanzamiento se erige en posición vertical y la torre de servicio móvil se coloca en su lugar.
Al mismo tiempo, en la sala limpia de la instalación de procesamiento de carga útil (PPF), los equipos de los clientes preparan sus naves espaciales. El día antes de salir de la PPF, la nave espacial se integra con un adaptador/dispensador. Este conjunto se traslada luego al edificio S3B, donde espera la etapa superior del Fregat propulsado por combustible. Aquí, la nave espacial y el Fregat se integran y encapsulan dentro del carenado de carga útil.
Todo se concreta el tercer día antes del lanzamiento, cuando la torre de servicio móvil eleva la nave espacial encapsulada y la etapa superior Fregat colocándolas encima del vehículo de lanzamiento Soyuz. Finalmente, aproximadamente una hora antes del inicio del lanzamiento, la torre de servicio móvil se repliega meticulosamente, preparando la Soyuz para su misión.

## Historial de lanzamiento

### Vuelo inaugural
El primer contrato para el lanzamiento de la Soyuz CSG fue firmado en el Salón Aeronáutico de París de 2009 por el director del Programa Galileo y de las Actividades Relacionadas con la Navegación, Rene Oosterlinck, y el director general de Arianespace, Jean-Yves Le Gall. Este contrato cubría dos lanzamientos de dos satélites Galileo cada uno.El contrato para los satélites en si ya había sido firmado por la ESA y Galileo Industries en 2006.
Los componentes del vehículo de lanzamiento enviados desde San Petersburgo llegaron por primera vez a la Guayana Francesa por barco en noviembre de 2009. La revisión de aceptación del sitio de lanzamiento de Soyuz tuvo lugar durante la última semana de marzo de 2011, lo que condujo a la primera campaña de lanzamiento simulada entre el 29 de abril y el 4 de mayo de 2011. El sitio de lanzamiento fue entregado oficialmente de la ESA a Arianespace el 7 de mayo de 2011.
El ensamblaje del Soyuz ST-B comenzó el 12 de septiembre de 2011 en el edificio de Ensamblaje y Pruebas, mientras que los 2 satélites Galileo se sometieron a pruebas finales después de su llegada desde la instalaciones de Thales Alenia Space en Italia el 7 y el 14 de septiembre de 2011.El lanzamiento estaba previsto para el 20 de octubre de 2011, sin embargo, se detectó una anomalía en el sistema neumático responsable de desconectar las líneas de combustible de la tercera etapa del Soyuz, lo que obligó a posponer la misión durante 24 horas. El 21 de octubre de 2011, a las 10:30 UTC, el Soyuz ST-B despego para su vuelo inaugural de 3 horas y 49 minutos,convirtiéndose en la primera Soyuz se lanzaba fuera del territorio del ex Unión Soviética.

### Vuelo VS09
El 22 de agosto de 2014, Arianespace lanzó los dos primeros satélites con capacidad operativa plena de la constelación de navegación por satélite Galileo a una órbita media terrestre.La misión pareció transcurrir con normalidad y Arianespace informo que el lanzamiento fue un éxito, sin embargo el análisis de los datos de telemetría proporcionados por las estaciones de seguimiento de la ESA y el CNES mostró que los satélites fueron inyectados en una órbita incorrecta.
|          | Órbita                     | Inclinación | Excentricidad |
| -------- | -------------------------- | ----------- | ------------- |
| Dirigido | 23.222 x 23.222 kilómetros | 55,0°       | 0.00          |
| Logrado  | 25.900 x 13.713 kilómetros | 49,8°       | 0,23          |

La órbita fue determinada por el Centro Europeo de Operaciones Espaciales dentro de las tres horas siguientes a la separación del lanzador, los satélites estaban operando normalmente y bajo control.Ambos satélites fueron cambiados a modo seguro, apuntando al sol mientras los equipos de ESA/CNES y OHB investigaron la falla y las opciones para los satélites.
El 25 de agosto de 2014, Arianespace anunció la creación de una comisión de investigación independiente para investigar la anomalía.El 28 de agosto de 2014, surgieron detalles sobre los eventos que probamente llevaron a un fallo en la etapa superior de Fregat. Al final de la fase de reorientación, el sistema de control de vuelo detecto una velocidad angular incorrecta e intento sin éxito utilizar propulsores para corregir la situación. El sistema de control de vuelo no detectó el problema de los propulsores y continuó el plan de vuelo con la etapa superior orientada en una dirección incorrecta, dejando a los satélites en una órbita incorrecta.
A finales de septiembre de 2014, el informe de la comisión de Roscosmos, citado por Izvestia, indicó que el fallo del Fregat se debió a un fallo de diseño que provocó la congelación de una de las líneas de propulsión de hidrazina, que estaba situada junto a una línea que transportaba helio frío utilizado para la presurización de los tanques principales de propulsión. Durante la larga primera combustión necesaria para la inserción orbital de Galileo, la línea de propulsión se enfrió por debajo del punto de congelación de la hidrazina. Las investigaciones posteriores se centraron en el error de software y en un medio para evitar fallos similares en el futuro. Izvestia también informó que el fallo del vuelo VS09 provocó una reacción grave en el gobierno ruso. Oleg Ostapenko, jefe de Roscosmos, tuvo una "conversación difícil en la Casa Blanca (de Moscú)".
El 7 de octubre de 2014, la Junta de Investigación Independiente anunció las conclusiones de su investigación, que revelaron que la proximidad de las líneas de alimentación de helio e hidracina dio lugar a un puente térmico que causó una interrupción del suministro de combustible a los propulsores. Las ambigüedades en los documentos de diseño que permitieron que esto sucediera se debieron a que no se tuvieron en cuenta las transferencias térmicas en los análisis térmicos del diseño del sistema de etapas. La Junta recomendó tres medidas correctivas: modernizar el análisis térmico, corregir los documentos de diseño y modificar los procedimientos de fabricación, ensamblaje, integración e inspección de las líneas de suministro.
En noviembre de 2014, la ESA anunció que los satélites realizarían un total de 15 maniobras orbitales para elevar su perigeo a 17.339 km. Esto reduciría la exposición de los satélites al cinturón de radiación Van Allen, reduciría el efecto Doppler, aumentaría la visibilidad de los satélites desde el suelo y permitiría a los satélites mantener sus antenas apuntando a la Tierra durante el perigeo. Estas órbitas repetirían la misma trayectoria terrestre cada 20 días, lo que permitiría la sincronización con otros satélites Galileo que repiten la misma trayectoria terrestre cada 10 días. Una vez en sus nuevas órbitas, los satélites podrían comenzar las pruebas en órbita.
La recuperación de los satélites concluyó en marzo de 2015, cuando Galileo-FOC FM2 entró en una nueva órbita, similar a la órbita de Galileo-FOC FM1, que concluyó sus maniobras a finales de noviembre de 2014 y superó con éxito las pruebas. En la actualidad, los satélites sobrevuelan el mismo punto en tierra cada 20 días, en comparación con los 10 días de los satélites Galileo estándar.

### Misiones
| Vuelo | Lanzamiento (UTC)               | Carga útil                  | Masa de carga útil   | Órbita | Configuración | Superior  | Resultado     |
| ----- | ------------------------------- | --------------------------- | -------------------- | ------ | ------------- | --------- | ------------- |
| VS01  | 21 de octubre de 2011, 10:30    | Galileo IOV-1/2             | 1,500 kg (3,840 lb)  | MEO    | Soyuz ST-B    | Fregat-M  | Éxito         |
| VS02  | 17 de diciembre de 2011, 02:03  | Pleiades 1, SSOT, 4 x ELISA | 2,191 kg (4,830 lb)  | SSO    | Soyuz ST-A    | Fregat-M  | Éxito         |
| VS03  | 12 de octubre de 2012, 18:15    | Galileo IOV-3/4             | 1,500 kg (4,830 lb)  | MEO    | Soyuz ST-B    | Fregat-MT | Éxito         |
| VS04  | 2 de diciembre de 2012, 02:02   | Pleiades 1B                 | 1,070 kg (2,360 lb)  | SSO    | Soyuz ST-A    | Fregat    | Éxito         |
| VS05  | 25 de junio de 2013, 19:27      | O3b F1                      | 3,204 kg (7,064 lb)  | MEO    | Soyuz ST-B    | Fregat-MT | Éxito         |
| VS06  | 19 de diciembre de 2013, 09:12  | Gaia                        | 2,105 kg (4,641 lb)  | L2     | Soyuz ST-B    | Fregat-MT | Éxito         |
| VS07  | 3 de abril de 2014, 21:02       | Sentinel-1A                 | 2,272 kg (5,009 lb)  | SSO    | Soyuz ST-A    | Fregat-M  | Éxito         |
| VS08  | 10 de julio de 2014, 18:55      | O3b F2                      | 3,204 kg (7,064 lb)  | MEO    | Soyuz ST-B    | Fregat-MT | Éxito         |
| VS09  | 22 de agosto de 2014, 12:27     | Galileo FOC FM1/FM2         | 1,607 kg (3,543 lb)  | MEO    | Soyuz ST-B    | Fregat-MT | Fallo parcial |
| VS10  | 18 de diciembre de 2014, 18:37  | O3b F3                      | 3,204 kg (3,543 lb)  | MEO    | Soyuz ST-B    | Fregat-MT | Éxito         |
| VS11  | 27 de marzo de 2015, 21:46      | Galileo FOC FM3/FM4         | 1,597 kg (3,521 lb)  | MEO    | Soyuz ST-B    | Fregat-MT | Éxito         |
| VS12  | 12 de septiembre de 2015, 02:08 | Galileo FOC FM5/FM6         | 1,601 kg (3,530 lb)  | MEO    | Soyuz ST-B    | Fregat-MT | Éxito         |
| VS13  | 17 de diciembre de 2015, 11:51  | Galileo FOC FM8/FM9         | 1,603 kg (3,534 lb)  | MEO    | Soyuz ST-B    | Fregat-MT | Éxito         |
| VS14  | 25 de abril de 2016, 21:05      | Sentinel-1B, MICROSCOPE     | 3,099 kg (6,832 lb)  | SSO    | Soyuz ST-A    | Fregat-M  | Éxito         |
| VS15  | 24 de mayo de 2016, 08:48       | Galileo FOC FM10/FM11       | 1,599 kg (3,525 lb)  | MEO    | Soyuz ST-B    | Fregat-MT | Éxito         |
| VS16  | 28 de enero de 2017, 01:03      | Hispasat 36W-1              | 3,200 kg (7,100 lb)  | GTO    | Soyuz ST-B    | Fregat-MT | Éxito         |
| VS17  | 18 de mayo de 2017, 11:54       | SES-15                      | 2,302 kg (5,075 lb)  | GTO    | Soyuz ST-A    | Fregat-M  | Éxito         |
| VS18  | 9 de marzo de 2018, 14:10       | O3b F4                      | 3,198 kg (7,050 lb)  | MEO    | Soyuz ST-B    | Fregat-MT | Éxito         |
| VS19  | 7 de noviembre de 2018, 03:47   | MetOP-C                     | 4,212 kg (9,286 lb)  | SSO    | Soyuz ST-B    | Fregat-M  | Éxito         |
| VS20  | 19 de diciembre de 2018, 16:37  | CSO-1                       | 3,565 kg (7,859 lb)  | SSO    | Soyuz ST-A    | Fregat-M  | Éxito         |
| VS21  | 27 de febrero de 2019, 21:37    | OneWeb F6                   | 1,945 kg (4,288 lb)  | LEO    | Soyuz ST-B    | Fregat-MT | Éxito         |
| VS22  | 4 de abril de 2019, 17:03       | O3b F5                      | 3,177 kg (7,004 lb)  | MEO    | Soyuz ST-B    | Fregat-MT | Éxito         |
| VS23  | 18 de diciembre de 2019, 08:54  | CHEOPS, COSMO-SkyMed        | 3,250 kg (7,170 lb)  | SSO    | Soyuz ST-A    | Fregat-MT | Éxito         |
| VS24  | 2 de diciembre de 2020, 01:33   | FalconEye-2                 | 1,190 kg (2,620 lb)  | SSO    | Soyuz ST-A    | Fregat-M  | Éxito         |
| VS25  | 29 de diciembre de 2020, 16:42  | CSO-2                       | 3,562 kg (7,853 lb)  | SSO    | Soyuz ST-A    | Fregat-M  | Éxito         |
| VS26  | 5 de diciembre de 2021, 00:19   | Galileo FOC FM23/24         | 1,645 kg (3,267 lb)  | MEO    | Soyuz ST-B    | Fregat-MT | Éxito         |
| VS27  | 10 de febrero de 2022, 18:09    | OneWeb F13                  | 5,495 kg (12,114 lb) | LEO    | Soyuz ST-B    | Fregat-MT | Éxito         |

### Secuencia de lanzamiento
Por lo general, las operaciones que se realizan tres días antes del lanzamiento incluyen ensayos de cuenta regresiva para todas las etapas, así como los preparativos finales y la verificación de la etapa superior del Fregat. 2 días antes del lanzamiento.
comienzan los preparativos para el abastecimiento de combustible. Este es también el último día en el que se puede realizar la actividad previa al lanzamiento con la carga útil. La secuencia de lanzamiento está optimizada para cada misión; la secuencia descrita aquí se basa en el vuelo VS07 que elevó el satélite Sentinel-1A:
| Reloj      | Evento                                                                                 | Altitud         |
| ---------- | -------------------------------------------------------------------------------------- | --------------- |
| T-06:30:00 | Equipo de control de misión B en una consola, inicio de una cuenta regresiva de la red |                 |
| T-04:50:00 | Reunión de la Comisión Estatal que otorga autorización para repostar                   |                 |
| T-04:00:00 | Comienzo del abastecimiento de combustible                                             |                 |
| T-03:00:00 | La carga útil cambio al modo de prelanzamiento                                         |                 |
| T-02:20:00 | Informe de preparación                                                                 |                 |
| T-01:45:00 | Fin del abastecimiento de combustible                                                  |                 |
| T-01:21:00 | Lista de PASOS/NO PASOS                                                                |                 |
| T-01:00:00 | Retirada del pórtico móvil                                                             |                 |
| T-00:10:00 | La carga útil cambia a la fuente de alimentación de a bordo                            |                 |
| T-00:06:10 | Comienza la autosecuencia                                                              |                 |
| T-00:05:00 | Fregat cambia a fuente de alimentación de a bordo                                      |                 |
| T-00:01:00 | Activación de la secuencia de lanzamiento automática                                   |                 |
| T-00:00:40 | El lanzador cambia la fuente de alimentación integrada                                 |                 |
| T-00:00:20 | Retirada del mástil umbilical en etapa inferior                                        |                 |
| T-00:00:17 | Encendido del motor principal                                                          |                 |
| T-00:00:15 | Nivel de empuje preliminar                                                             |                 |
| T-00:00:03 | Nivel máximo de empuje                                                                 |                 |
| T+00:00:00 | Despegue                                                                               |                 |
| T+00:01:11 | Max-Q                                                                                  |                 |
| T+00:01:58 | Separación de los boosters                                                             | 60 km (37 mi)   |
| T+00:03:29 | Separación del carenado                                                                | 120 km (75 mi)  |
| T+00:04:47 | Separación de segunda etapa                                                            | 240 km (150 mi) |
| T+00:04:48 | Encendido de segunda etapa                                                             |                 |
| T+00:04.53 | Separación de la sección de popa (conecta la 1.ª con la 2.ª etapa)                     |                 |
| T+00:08:46 | Separación de la etapa superior de Fregat                                              |                 |
| T+00:09:46 | Ignición Fregat                                                                        | 410 km (250 mi) |
| T+00:20:04 | Parada del Fregat                                                                      |                 |
| T+00:23:29 | Separación de carga útil                                                               | 693 km (431 mi) |

## Suspensión
El 10 de febrero de 2022 se lanzaría el último Soyuz-2 en la configuración ST-B y utilizando una etapa Fregat-MT para poner en órbita 34 satélites de la empresa británica OneWeb. El lanzamiento ocurrió a las 18:09 UTC (a las 3:09 p. m. hora de Guayana Francesa) el lanzamiento fue un éxito y se lograron poner los 34 satélites en órbita terrestre baja siendo el lanzamiento número 13 para OneWeb y lanzamiento número 27 para Arianespace y la ESA. Siendo el último lanzamiento de un Soyuz-2 en la Guayana Francesa. Dos semanas después del lanzamiento El 24 de febrero de 2022 comenzaría la Invasión rusa de Ucrania. Dos días después de que comenzara el conflicto el 26 de febrero Roscosmos publica en Twitter que habían 87 personas varadas en la Guayana Francesa. 
❝Hay 87 ciudadanos rusos en la Guayana Francesa. Estamos hablando de empleados de NPO Lavochnkin, que prepararon la etapa superior de Fregat-MT, así como empleados de RKTs Progress (fabricante de cohetes de la familia Soyuz) y TsENKI.
Se está examinando la cuestión de la salida de los empleados rusos❞ Roscosmos.
Ese mismo día el Gobierno federal de los Estados Unidos y la Unión Europea (UE) impuso sanciones en contra de Rusia, las sanciones establecían la prohibición de exportación que cubría bienes y tecnología en la industria de la aviación y el espacio, así como una prohibición sobre la provisión de seguros y reaseguros y servicios de mantenimiento relacionados con esos bienes y tecnología.
La UE también prohibió la provisión de asistencia técnica y financiera relacionada. Por otra parte, Rogozin también anuncio a través de Twitter que, en respuesta a las sanciones impuestas por el gobierno estadounidense, no cooperara con ese país en el proyecto ruso Venera-D, una sonda que iba a ser enviada a explorar Venus y cuyo lanzamiento ya había sido largamente aplazado desde el 2013.
El mismo día Roscosmos suspende las operaciones del Soyuz en Kourou. Así como la colaboración con la Agencia Espacial Europea (ESA) a través de Twitter. 
❝En respuesta a las sanciones de la UE contra nuestras empresas, Roscosmos suspende la cooperación con socios europeos en la organización de lanzamientos espaciales desde el cosmódromo de Kourou y retira a su personal, incluida la tripulación de lanzamiento consolidada, de la Guayana Francesa❞ Rogozin.
Después de la sanciones el 1 de marzo Rogozin publica que 29 especialistas en lanzamiento y científicos habían regresado a Moscú. 
❝El primer grupo de especialistas en lanzamiento y científicos de cohetes rusos, compuesto por 29 personas, regresó a Moscú desde el Centro Espacial de Guayana (GSC), las 56 personas restantes partirán del CSG en un futuro próximo❞ Rogozin.
El 3 de marzo Eutelsat publica en Twitter que todos los lanzamientos de OneWeb serían suspendidos desde el Cosmódromo de Baikonur.
❝Declaración: La junta directiva de OneWeb ha votado suspender todos los lanzamientos desde Baikonur❞ OneWeb. 
El 4 marzo un día después de que OneWeb hubiera suspendido todos los lanzamientos desde Baikonur Roscosmos publica que las 85 personas habían regresado a Rusia.
❝Los 85 ciudadanos rusos regresaron a su patria desde el Centro Espacial de Guayana.
A Moscú llegó un avión con empleados de empresas de la industria espacial y de cohetes❞ Roscosmos.
Desde diciembre de ese mismo año no está previsto realizar más lanzamientos con Soyuz desde Kourou. Poniendo fin a este proyecto.         